# Lạc cúc mũi
Lạc cúc mũi (danh pháp khoa học: Gaillardia aristata) là một loài thực vật có hoa trong họ Cúc. Loài này được Pursh mô tả khoa học đầu tiên năm 1814.